# 西野夢菜
西野 夢菜（にしの ゆめな、2001年5月25日 - ）は、日本のグラビアアイドル、タレント。茨城県出身。スリーサイズは92-57-90。ワイエムエヌ所属。

## 経歴
茨城県で育ち、中学では優等生で生徒会で副会長を務める
当時はニコニコ動画が大好きで、動画に出ている人物が特技やコンテンツを披露しているのを見て芸能界への憧れが芽生えた
高校卒業後は美容の専門学校に進学。専門学校の卒業間際に渋谷でスカウトされたことがきっかけで芸能界入りを決意する
その後、2022年11⽉発売の『週刊ヤングジャンプ』でメディアデビューデビューから約8か月後の2023年8月6日発売号で同誌の表紙・巻頭グラビアを飾り、「2023年のシンデレラガール」とも称された。多数の雑誌やデジタル写真集に掲載されているほか、2023年にはABEMAドラマ『すんドめ』に出演。舞台活動や映像作品にも取り組んでいる。

## 出演

### テレビ
ドラマ
- ABEMA『すんドめ』[5]
- ミリオン縦型ドラマ『次期社長は愛人の子〜財閥隠し令嬢が会社を再建〜』[6]

バラエティー
- テレビ東京「ゴッドタン『ストイック暗記王』」2025年4月5日[7]
- テレビ東京「ゴッドタン『マジギライ1/4』」2025年3月22日[8]
- フジテレビONE「鎧美女」2025年1月28日[9]

### YouTube
- 佐久間宣行のNOBROCKTV出演[10]

## 写真集
- 『マシュマロの流儀』FLASHデジタル写真集[11]
- 『西野夢菜 このFカップ、プルい♡』週刊ポストデジタル写真集[12]
- 「Pure White」週刊プレイボーイ【デジタル限定 YJ PHOTO BOOK】[13]
- 『ドキドキが止まらないっ！！〜ユメナと僕の胸キュン最前線〜』ヤングジャンプ【デジタル限定 YJ PHOTO BOOK】[14]
- 『ピュアなままじゃいられない』ワニブックスデジタル限定写真集[15]
- 『大人になって Vol.1』FRIDAYデジタル写真集[16]
- 『大人になって Vol.2 100ページ超豪華版』FRIDAYデジタル写真集[17]
- 『ひっそりはじっこぐらし』B.L.T.デジタル写真集[18]
- 『だって可愛いんだもん』FLASHデジタル写真集[19]
- 『夢のつづき』BUBUKAデジタル写真集[20]
- 『透明感、100パーセント。』ヤングチャンピオンデジグラ[21]
- 『田舎へ帰ろう Going back to the country』デジタル限定 YJ PHOTO BOOK[22]
- 『Purity』デジタル限定[23]
- 『温泉旅館で待ってるよ。』デジタル限定 YJ PHOTO BOOK[24]
- 『全部初めて。』デジタル限定 YJ PHOTO BOOK[25]

## 雑誌
- 2025年3月31日 【グラビア ザ テレビジョン】[26]
- 2025年3月25日 【FLASH】[27]
- 2025年1月21日 【FLASH】[28]
- 2025年1月10日 【ヤングアニマル】[29]
- 2024年12月16日 【週刊ポスト】[30]
- 2024年11月26日 【BOMB Love Special #3】[31]
- 2024年11月18日 【週刊プレイボーイ】[32]
- 2024年9月5日 【週刊ヤングジャンプ】[33]
- 2024年8月2日 【ヤングガンガン】[34]
- 2024年6月28日 【月刊ENTAME】[35]
- 2024年4月26日 【FRIDAY】[36]
- 2024年3月27日 【UTB:G Vol.6】[37]
- 2024年2月26日 【週刊FLASH】[38]
- 2024年2月19日 【DOLCE】[39]
- 2024年1月9日 【BOMB】[40]
- 2023年12月28日 【BUBKA】[41]
- 2023年12月22日 【FLASHスペシャル】[42]
- 2023年11月28日 【ヤングチャンピオン】[43]
- 2023年10月27日 【B.L.T】[44]
- 2023年8月6日 【週刊ヤングジャンプ】表紙・巻頭グラビア[45]
- 2023年5月15日 【週刊プレイボーイ】[46]
- 2022年4月13日 【週刊ヤングジャンプ】[47]
- 2022年末〜配布 【ベルヴィ・グループ 2023年成人式用パンフレット】着物モデル[48]
- 2022年11月24日 【週刊ヤングジャンプ】[49]